# 킹 효과

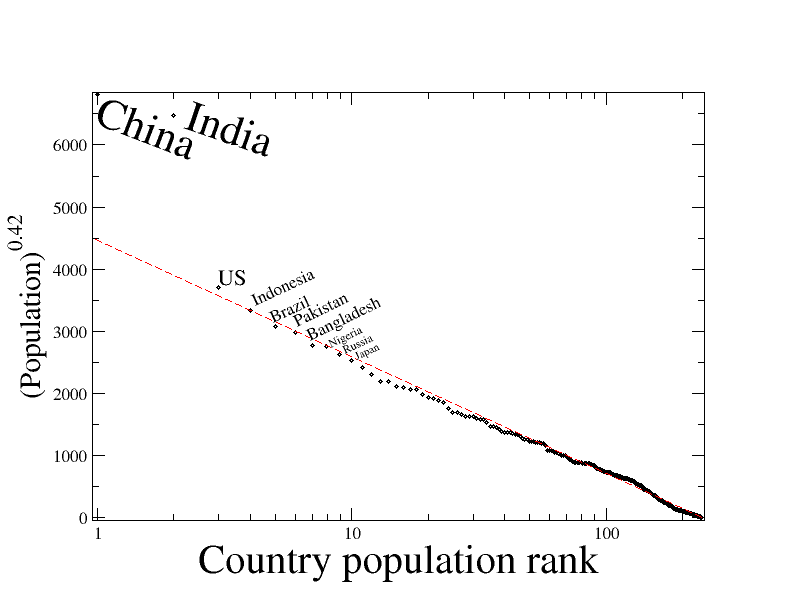
국가 인구의 순위는 늘어난 지수 함수 분포를 따르지만 "킹"인 중국과 인도는 예외이다.

통계학, 경제학, 경제물리학에서 킹 효과(King effect)는 순위가 매겨진 집합의 상위 한두 개 구성원이 명확한 극단치로 나타나는 현상이다. 이 상위 한두 개 구성원은 나머지 집합이 따르는 통계적 확률 분포 또는 순위-크기 분포를 따르지 않기 때문에 예상외로 크다.
일반적으로 따르는 분포에는 멱법칙 분포, 즉 늘어난 지수 함수의 기초가 되는 분포 및 포물선형 프랙탈 분포가 포함된다.
킹 효과는 다음 분포에서 관찰되었다.
- 프랑스 도시 크기(파리를 나타내는 지점이 "킹"이며, 늘어난 지수 함수를 따르지 않음[1]). 마찬가지로 영국(런던)과 같은 수위 도시를 가진 다른 국가에서도 비슷하게 나타나며, 방콕의 극단적인 경우도 있다(태국의 도시 목록 참조).
- 인구순 나라 목록(중국과 인도를 나타내는 지점만 늘어난 지수 함수에 맞지 않음[1]).

그러나 킹 효과는 순위에 긍정적인 평가가 붙은 극단치에만 국한되지 않는다는 점에 유의해야 한다. 바람직하지 않은 속성 순위의 경우, 데이터 집합의 합리적으로 분포된 부분에서 극도로 순위가 매겨진 데이터 지점이 유사하게 분리되는 빈곤층 효과가 존재할 수 있다.

## 같이 보기
- 지프의 법칙
- 디디에 소르네트